# Сан-Кашано-деи-Баньи
Сан-Кашано-деи-Баньи (итал. San Casciano dei Bagni) — коммуна в Италии, располагается в регионе Тоскана, в провинции Сиена.
Население составляет 1745 человек (2008 г.), плотность населения составляет 19 чел./км². Занимает площадь 92 км². Почтовый индекс — 53040. Телефонный код — 0578.
Покровителем коммуны почитается святой Кассиан из Имолы, празднование 13 августа.

## Демография
Динамика населения:

## Администрация коммуны
- Официальный сайт: http://www.comune.sancascianodeibagni.siena.it/